# Keith Bertschin
Keith Edwin Bertschin (Enfield, 25 agosto 1956) è un allenatore di calcio ed ex calciatore inglese, di ruolo attaccante.

## Carriera

### Giocatore

#### Club
Inizia la carriera all'età di 16 anni, giocando in prima squadra con i semiprofessionisti londinesi del Barnet; successivamente, nel 1973 si trasferisce all'Ipswich Town, club di prima divisione: qui, dopo due stagioni aggregato alla prima squadra ma senza mai scendere in campo, esordisce tra i professionisti all'età di 19 anni, nella stagione 1975-1976, nella quale segna 2 reti in 3 presenze nella prima divisione inglese; l'anno seguente trova poi maggior spazio, andando in rete per 6 volte in 29 presenze, ed a fine stagione viene ceduto per 135000 sterline al Birmingham City, altro club di prima divisione, con cui durante la stagione 1977-1978 segna 11 reti in 42 partite di campionato (che, limitatamente alla prima divisione inglese, resteranno a posteriori i suoi massimi in una singola stagione).
Nella stagione 1978-1979 il Birmingham City retrocede in seconda divisione, e Bertschin segna 2 reti in 9 presenze; l'anno seguente, con 12 reti in 37 presenze contribuisce poi all'immediato ritorno del club in prima divisione, categoria in cui durante la stagione 1980-1981 va poi a segno per 4 volte in 30 presenze. Nell'estate del 1981 viene ceduto al Norwich City; con i Canaries durante la stagione 1981-1982 segna 12 reti in 36 partite nel campionato di seconda divisione, conquistando la sua seconda promozione in prima divisione nell'arco di tre stagioni. Trascorre quindi l'estate del 1982 giocando in prestito nella NASL con i Jacksonville Tea Men, con i quali va in rete per 3 volte in 14 partite giocate.
Terminato il prestito oltreoceano fa ritorno al Norwich City, con cui durante la stagione 1982-1983 realizza 8 reti in 40 partite giocate in prima divisione; è sostanzialmente titolare nel club gialloverde anche durante la stagione 1983-1984, nella quale va in rete per 7 volte in 33 partite, mentre l'anno seguente dopo aver segnato ulteriori 2 reti in 5 presenze si trasferisce a stagione in corso (precisamente nel novembre del 1984) allo Stoke City, con cui gioca ulteriori 25 partite in prima divisione ma segnando solamente 2 reti. Rimane alle Potteries anche durante il biennio 1985-1987, nel quale segna in totale 27 reti in 63 partite in seconda divisione: nel marzo del 1987 passa poi al Sunderland, con cui conclude la stagione 1986-1987 retrocedendo in terza divisione, categoria in cui durante la stagione 1987-1988 vince il campionato con i Black Cats, che lascia nell'estate del 1988 dopo complessive 36 presenze e 7 reti per trasferirsi al Walsall. Con i Saddlers è protagonista di due retrocessioni consecutive, dalla seconda alla quarta divisione, con un totale di 55 presenze e 9 reti in incontri di campionato; durante la stagione 1990-1991 si trasferisce a campionato iniziato al Chester City, con cui nella seconda parte di stagione gioca 19 partite senza mai segnare in terza divisione.
Le partite con il Chester City sono le sue ultime nei campionati della Football League, anche se di fatto continua a giocare a livello semiprofessionistico per ulteriori 7 stagioni, ritirandosi solamente nel 1998, all'età di 42 anni; tra queste ultime annate una delle più significative è la stagione 1993-1994, nella quale vince una Coppa del Galles con il Barry Town, club della prima divisione gallese, con cui ha giocato per alcuni mesi.
In carriera ha totalizzato complessivamente 476 presenze e 114 reti nei campionati della Football League.

#### Nazionale
Tra il 1977 ed il 1978 ha giocato complessivamente 3 partite con la nazionale inglese Under-21.

### Allenatore
Dopo aver lavorato come collaboratore tecnico o come allenatore delle giovanili per vari club professionistici (Birmingham City, Wigan, Sunderland ed Hull City), nel 2016 è diventato allenatore del Solihull Moors, dove in seguito ha lavorato anche come vice allenatore.

## Palmarès

### Giocatore

#### Competizioni nazionali
- Third Division: 1

Sunderland: 1987-1988
- Coppa del Galles: 1

Barry Town: 1993-1994